# Lauharulla
Lauharulla is een geslacht van spinnen uit de familie springspinnen (Salticidae).

## Soorten
De volgende soorten zijn bij het geslacht ingedeeld:
- Lauharulla insulana Simon, 1901
- Lauharulla pretiosa Keyserling, 1883